# رشيد رمزي
رشيد رمزي (ولد في 17 يوليو 1980) عداء مسافات متوسطة بحريني الجنسية مغربي المولد متخصص في سباقي 800 متر و1500 متر. خضع رشيد للتحقيق من قبل الاتحاد الدولي لألعاب القوى بعد دورة الألعاب الأولمبية الصيفية 2008 ونتج عنه تجريده من ميداليته الذهبية بسبب المنشطات.
ولد رمزي في آسفي بالمغرب. قرر الهجرة إلى البحرين مما أدى إلى صعوده إلى قمة الساحة الآسيوية بالفوز بميداليات ذهبية في بطولة آسيا لألعاب القوى ودورة الألعاب الآسيوية 2002. حطم الرقم القياسي الآسيوي في سباق 800 متر مما أدى إلى حصوله على الميدالية الفضية في بطولة العالم لألعاب القوى داخل الصالات 2004 وهي ميداليته العالمية الأولى ثم شارك في الألعاب الأولمبية الصيفية 2004. وصل إلى قمة مستواه في العام التالي بحصوله على ذهبتي سباقي 800 متر و1500 متر في بطولة العالم لألعاب القوى 2005 وهو أول رياضي يحقق الفوز في هذين السباقين في هذه البطولة.
فشل في الاحتفاظ بألقابه في بطولة العالم لألعاب القوى 2007 واكتفى بالميدالية الفضية في سباق 1500 متر. في الألعاب الأولمبية الصيفية 2008 حقق للبحرين أول ميدالية ذهبية في تاريخها بفوزه في سباق 1500 متر. ومع ذلك فإن النتيجة لم تستمر واستبعد من هذه الرياضة لمدة عامين بعد ثبوت تعاطيه المنشطات المحظورة وهي مادة سيرا (المنشط المستقبل المستمر إرثروبويتين). وتقلدها حسب الترتيب العداء الكيني أسبيل كيبروب.

## المسيرة الرياضية

### البدايات والهجرة
نشأ رشيد في آسفي وشارك باسم المغرب وفاز بالميدالية الفضية لسباق 1500 متر في بطولة أفريقيا لألعاب للشباب 1999 وبعد ذلك فاز بالبطولة الوطنية في عام 2001. انضم إلى القوات المسلحة البحرينية واكتسب المواطنة في عام 2002.
بعد حصوله على الجنسية البحرينية بدأ التنافس باسم البحرين فورا حيث حقق الميدالية الفضية في بطولة آسيا لألعاب القوى 2002 ثم الميدالية الذهبية لسباق 1500 متر في دورة الألعاب الآسيوية 2002. حقق ثلاث ميداليات ذهبية في سباق 1500 متر في بطولة مجلس التعاون الخليجي لألعاب القوى والبطولة العربية لألعاب القوى وبطولة آسيا لألعاب القوى 2003.
شهد موسم 2004 اختراق الساحة العالمية حيث فاز في سباقي 800 متر و 1500 متر في بطولة آسيا لألعاب القوى داخل الصالات 2004 حيث حطم الرقم القياسي الآسيوي في سباق 800 متر ثم حقق الميدالية الفضية في بطولة العالم لألعاب القوى داخل الصالات 2004 في الشهر التالي حيث حطم رقمه القياسي في سباق 800 متر محتلا المركز الثاني خلف الجنوب الأفريقي مبوليني مولودزي. حقق أول فوز له في سباق 1500 متر ضمن الدوري الذهبي 2004 في روما. في وقت لاحق من ذلك العام مثل البحرين في دورة الألعاب الأولمبية لأول مرة ووصل إلى الدور النصف النهائي في سباق 1500 متر دورة الألعاب الأولمبية الصيفية 2004.

### الفوز الثنائي في بطولة العالم
في بطولة العالم لألعاب القوى 2005 أصبح رشيد أول رياضي في التاريخ يفوز بالميدالية الذهبية في سباقي 800 متر و1500 متر في نفس بطولة العالم وأول رياضي يحقق هذا الإنجاز في بطولة عالمية (بطولة العالم أو الألعاب الأولمبية) منذ فعل بيتر سنيل ذلك في عام 1964.
حقق الميدالية البرونزية في دورة الألعاب الآسيوية 2006 ثم حقق الميدالية الفضية في سباق 1500 متر في بطولة العالم لألعاب القوى 2007. فاز رشيد بالميدالية الذهبية في دورة الألعاب الأولمبية الصيفية 2008 في بكين ولكن في العام التالي تم تجريده من اللقب الأولمبي.

### الفضيحة الأولمبية
في أبريل 2009 ذكرت اللجنة الأولمبية البحرينية أن رشيد تعاطى المنشطات في أولمبياد بكين. كانت نتيجة العينة إيجابية بتعاطيه مادة سيرا وهي نسخة مطورة من المخدرات لتعزيز مكون الكريات الحمر في الدم. تم اختبار العينة ب لرمزي في 18 يونيو 2009 وفي يوليو 2009 تم الإعلان أن العينة ب إيجابية كذلك. في نوفمبر 2009 تم تجريد رمزي من ميداليته الذهبية.
لا يزال يقضي معظم وقته في المغرب للتدريب على علو مرتفع (أعلى نقطة في البحرين هي فقط 440 قدم فوق مستوى سطح البحر).

## الأرقام الشخصية
| السباق    | الزمن   | التاريخ       | الموقع                  |
| --------- | ------- | ------------- | ----------------------- |
| 800 متر   | 1:44.05 | 17 يوليو 2006 | مدريد, إسبانيا          |
| 1,500 متر | 3:29.14 | 14 يوليو 2006 | روما, إيطاليا           |
| 1 ميل     | 3:51.33 | 4 يونيو 2005  | يوجين, الولايات المتحدة |

## الإنجازات
| العام       | البطولة                                 | الملعب                | المركز             | السباق     |
| مثل المغرب  | مثل المغرب                              | مثل المغرب            | مثل المغرب         | مثل المغرب |
| ----------- | --------------------------------------- | --------------------- | ------------------ | ---------- |
| 1999        | بطولة أفريقيا لألعاب القوى للشباب       | تونس, تونس            | 2                  | 1500 متر   |
| مثل البحرين |                                         |                       |                    |            |
| 2002        | بطولة آسيا لألعاب القوى                 | كولمبو, سريلانكا      | 2                  | 1500 متر   |
| 2002        | دورة الألعاب الآسيوية                   | بوسان, كوريا الجنوبية | 1                  | 1500 متر   |
| 2003        | بطولة مجلس التعاون الخليجي لألعاب القوى | الكويت, الكويت        | 1                  | 1500 متر   |
| 2003        | بطولة آسيا لألعاب القوى                 | مانيلا                | 1                  | 1500 متر   |
| 2003        | البطولة العربية لألعاب القوى            | عمان, الأردن          | 1                  | 1500 متر   |
| 2004        | بطولة آسيا لألعاب القوى داخل الصالات    | طهران, إيران          | 1                  | 800 متر    |
| 2004        | بطولة آسيا لألعاب القوى داخل الصالات    | طهران, إيران          | 1                  | 1500 متر   |
| 2004        | بطولة العالم لألعاب القوى داخل الصالات  | بودابست, المجر        | 2                  | 800 متر    |
| 2004        | الألعاب الأولمبية الصيفية               | أثينا, اليونان        | 11 (النصف النهائي) | 1500 متر   |
| 2005        | بطولة العالم للعدو الريفي               | سانت غالمييه, فرنسا   | 32                 | سباق قصير  |
| 2005        | بطولة العالم لألعاب القوى               | هلسنكي, فنلندا        | 1                  | 800 متر    |
| 2005        | بطولة العالم لألعاب القوى               | هلسنكي, فنلندا        | 1                  | 1500 متر   |
| 2005        | نهائي ألعاب القوى العالمي               | مونت كارلو, موناكو    | 8                  | 1500 متر   |
| 2006        | دورة الألعاب الآسيوية                   | الدوحة, قطر           | 3                  | 1500 متر   |
| 2007        | بطولة العالم لألعاب القوى               | أوساكا, اليابان       | 8 (النصف النهائي)  | 800 متر    |
| 2007        | بطولة العالم لألعاب القوى               | أوساكا, اليابان       | 2                  | 1500 متر   |
| 2008        | بطولة العالم لألعاب القوى داخل الصالات  | بلنسية                | 5                  | 1500 متر   |
| 2008        | الألعاب الأولمبية الصيفية               | بكين, الصين           | 1 (استبعد)         | 1500 متر   |

## روابط خارجية
- رشيد رمزي على موقع الاتحاد الدولي لألعاب القوى (الإنجليزية)
- رشيد رمزي على موقع اللجنة الأولمبية الدولية (الإنجليزية)
- رشيد رمزي على موقع أوليمبيديا (الإنجليزية)